# بواسیر
بَواسیر یا هِموروئید (به انگلیسی: Hemorrhoid) به گشاد شدن رگ‌های وریدی در مجرای مقعدی می‌گویند که به کنترل مدفوع کمک می‌کنند. آن‌ها زمانی‌که متورم یا ملتهب می‌شوند «بیمارگونه» یا همان بواسیر می‌شوند. آن‌ها در حالت فیزیولوژیک خود مانند بالشتکی مرکب از مجرای سیاهرگی و بافت همبند عمل می‌کنند.
علائم بواسیر بستگی به نوع آن دارد. بواسیر داخلی معمولاً همراه با خونریزی مقعدی بی‌درد است، اما بواسیر خارجی ممکن است علائم کمتری داشته‌باشد یا اگر ترومبوز باشد همراه با درد و تورم در ناحیه مقعد خواهد بود. بسیاری از مردم به اشتباه هرنوع علامت رخ‌داده در اطراف منطقه مقعدی-راست روده‌ای را «بواسیر» می‌دانند و دلایل جدی این علائم را نادیده می‌گیرند. اگرچه علت اصلی بواسیر ناشناخته است، تعدادی از عوامل که باعث بالا رفتن فشار درون شکمی می‌شوند، به‌ویژه یبوست، نقش اصلی را در رشد آن دارند.
درمان اولیه برای بیماری خفیف یا متوسط شامل افزایش دریافت فیبر، مایعات از راه دهان برای حفظ جذب آب، داروهای ضد التهاب غیر استروئیدی برای تسکین درد و استراحت می‌باشد. ممکن است در صورت بروز علائم شدید یا بهبود نیافتن با استفاده از مدیریت بیماری، برخی روش‌های فرعی انجام شوند. عمل جراحی برای کسانی انجام می‌شود که پس از این مراحل هم بهبود نمی‌یابند. حدود نیمی از مردم در مرحله‌ای از زندگی خود ممکن است دچار برخی از عوارض بواسیر شوند. نتایج معمولاً رضایت‌بخش است.
بواسیر شایعترین بیماری مقعد است. احتمالاً نیمی از افراد تا سن پنجاه سال، به بواسیر دچارمی‌شوند. بواسیرها ناشی از گرفتاری سیاهرگ‌های ناحیه مقعدی هستند. اگر به هر علتی، فشار بیش از حد به پایین راست روده (رکتوم) و ناحیه مقعدی وارد شود، به‌طور غیرطبیعی این سیاهرگ‌ها متورم می‌شوند. فشار زیاد، ممکن است به علت وارد آمدن فشار مکرر به سیاهرگ‌های مقعد یا راست روده
عوامل افزایش دهنده خطر،
رژیم غذایی بدون فیبر،
نشستن یا ایستادن به مدت‌طولانی،
چاقی،
یبوست،
مواجهه با ارتعاش در محیط‌های کاری (مانند رانندگان لیفتراک یا محیط‌های مرتعش مانند ژنراتورهای نیروگاه‌ها)
کم‌شدن توان عضلانی در سنین بالا،
جراحی راست روده یا پارگی مجرای تناسلی به هنگام زایمان و دوختن آن،
بیماری کبدی،
سرطان روده بزرگ،
سکس مقعدی،
بالا بردن فشار خون در سیستم سیاهرگی دستگاه گوارش باشد. بواسیرهای خارجی به صورت توده نرم و متورم یا توده سفت در اطراف ناحیه مقعدی ظاهر می‌شوند بواسیرهای داخلی در داخل کانال مقعدی ایجاد می‌شوند.

## نشانه‌ها

بواسیر خارجی که در اطراف مقعد فرد دیده می‌شود

بواسیر داخلی و خارجی ممکن است شکل‌های متفاوتی داشته‌باشند؛ البته ممکن است بسیاری از افراد ترکیبی از هردو را داشته‌باشند. خون‌ریزی به‌حدی که موجب کم‌خونی شود نادر است، و خون‌ریزی خطرناک برای حیات فرد از آن هم نادرتر. بسیاری از مردم در مواجهه با این مشکل احساس شرم می‌کنند و معمولاً زمانی به سراغ درمان پزشکی می‌روند که مشکل پیشرفت کرده‌است.

### خارجی
اگر بواسیر خارجی ترومبوز نشده‌باشد ممکن است مشکلاتی را پدید آورَد. البته بواسیر درصورت ترومبوز شدن هم می‌تواند بسیار دردناک باشد. اگرچه این درد معمولاً طی ۲ تا ۳ روز تسکین می‌یابد، اما از بین رفتن تورم ممکن است چند هفته به طول بینجامد. ممکن است پس از درمان، یک زگیل آویزان باقی بماند. اگر بواسیر گسترده باشد و مشکلات بهداشتی به همراه بیاورد، ممکن است موجب تحریک پوست اطراف شده و در نتیجه باعث خارش اطراف مقعد شود.

## علت‌ها
علت دقیق بواسیرِ یا همورویید علامت‌دار ناشناخته است. برخی عوامل که احتمال نقش‌آفرینی دارند عبارتند از: روش‌های نامنظم دفع (یبوست یا اسهال)، کمبود تمرینات بدنی، عوامل تغذیه‌ای (رژیم‌های کم‌فیبر)، افزایش فشار درون‌شکمی (کشیدگی طولانی‌مدت، آب‌آوردگی شکم، تودهٔ درون‌شکمی، یا بارداری)، ژنتیک، نبودِ دریچه درون رگ‌های بواسیری، و افزایش سن. سایر عواملی که ممکن است احتمال ابتلا را افزایش دهند عبارتند از مرض چاقی، رابطه جنسی انزال بیش از حد که باعث افزایش فشار خون می‌شود . انجام کارهای سنگین مکرر که باعث افزایش فشار در ناحیه شکم می‌شود . نشستن طولانی‌مدت، سرفهٔ مزمن و نقص در عملکرد لگن. البته شواهد مرتبط با این دلایل ضعیف است.
درطول دورهٔ بارداری، فشار از طرف جنین روی شکم و تغییرات هورمونی باعث بزرگ شدن رگ‌های بواسیری می‌شود. همچنین زایمان منجر به افزایش فشارهای درون‌شکمی می‌شود. زنان باردار در موارد نادر نیاز به درمان با جراحی دارند، چراکه علائم معمولاً پس از زایمان ازبین می‌روند.
دلیل دیگر، احتمالاً سفت شدن و تیز شدن مدفوع و برخورد آن با مویرگها و پارگی آن‌ها در رکتوم است.

## پاتوفیزیولوژی
بالشتک‌های بواسیر بخشی از ساختمان طبیعی بدن انسان هستند و فقط زمانی که دچار تغییرات غیرطبیعی شوند بدل به یک بیماری آسیب‌شناسانه می‌شوند. در مجرای مقعدی طبیعی سه بالشتک اصلی وجود دارد. این سه به شکل طبیعی در پهلوی چپ، راست قدامی، و راست عقب قرار دارند. این‌ها نه از سرخرگ و نه سیاهرگ تشکیل شده‌اند بلکه رگ‌های خونی هستند که سینوسی، بافت همبند و ماهیچه صاف نامیده می‌شوند. منحنی سینوسی در دیواره‌های خود، برخلاف سیاهرگ‌ها، بافت ماهیچه‌ای ندارد. این مجموعهٔ رگ‌های خونی را به‌نام شبکه رگ بواسیری می‌شناسند.
بالشتک‌های بواسیر برای دفع اختیاری اهمیت دارند. آن‌ها ۱۵–۲۰٪ فشار بسته بودن مقعد در حال استراحت را بر عهده دارند و در حین دفع مدفوع از ماهیچه‌های تنگ‌کنندهٔ مقعد محفاظت می‌کنند. وقتی شخص در حالت نشسته به خود فشار می‌آورد، فشار درون شکمی افزایش پیدا می‌کند، و اندازهٔ بالشتک‌های بواسیر رشد می‌کند و به بسته نگه داشتن مقعد کمک می‌کند. باور بر این است که علائم بواسیر زمانی رخ می‌دهد که این ساختار عروقی به سمت پایین می‌لغزد یا زمانی‌که فشار سیاهرگی افزایش بسیارزیادی می‌یابد. افزایش فشار تنگ‌کنندهٔ مقعد هم ممکن است در علائم بواسیر سهیم باشد. دونوع بواسیر رخ می‌دهد: داخلی از شبکه رگ بواسیری فوقانی و خارجی از شبکه رگ بواسیری تحتانی.خط شانه‌ای این دو محدوده را از هم جدا می‌کند.

### داخلی
بواسیر داخلی معمولاً همراه با خون قرمز روشن خون‌ریزی مقعدی بی‌درد حین یا پس از کار کردن مزاج است. معمولاً خون سطح مدفوع را می‌پوشاند، که به این شرایط مدفوع خونی می‌گویند، یا روی کاغذ توالت دیده می‌شود، یا در کاسه توالت چکه می‌کند. معمولاً رنگ خود مدفوع طبیعی است. سایر علائم ممکن است شامل ترشح مخاط، تودهٔ میان‌دوراهی) در صورتی‌که فروافتادگی از مقعد وجود داشته‌باشد (خارش و بی‌اختیاری مدفوع باشد. بواسیر داخلی معمولاً زمانی دردناک می‌شود که ترومبوز یا نکروز شود.

## تشخیص
| درجه | نمودار | تصویر           |
| ---- | ------ | --------------- |
| ۱    |        | Endoscopic view |
| ۲    |        |                 |
| ۳    |        |                 |
| ۴    |        |                 |

بواسیر را معمولاً از طریق معاینه جسمانی تشخیص می‌دهند. معاینه دیداری مقعد و اطراف آن ممکن است به تشخیص بواسیر خارجی یا پایین‌افتاده منجر شود. ممکن است از معاینه مقعدی برای تشخیص نئوپلاسم، پولیپ، پروستات متورم، یا دمل استفاده شود. ممکن است به‌دلیل درد، انجام این معاینه بدون استفاده از آرام‌بخش مناسب میسر نباشد، اگرچه اکثر بواسیرهای داخلی همراه با درد نیستند. تأیید دیداری بواسیر داخلی ممکن است نیاز به آنوسکوپ داشته‌باشد، وسیله‌ای شبیه لوله‌ای توخالی که به یک سر آن منبع نور متصل شده‌است. دونوع بواسیر وجود دارد: خارجی و داخلی. تفاوت این دو با توجه به موقعیت‌شان نسبت به خط شانه‌ای مشخص می‌شود. ممکن است برخی افراد هم‌زمان گونه‌های علامت‌دار هردو را داشته‌باشند. اگر درد وجود داشته‌باشد، احتمال بیشتری برای وقوع شقاق مقعد یا بواسیر خارجی است تا بواسیر داخلی.

### داخلی
بواسیر داخلی آن‌هایی هستند که بالای خط شانه‌ای قرار دارند. آن‌ها پوشیده از روبافت ستونی هستند که فاقد گیرنده درد می‌باشند. آن‌ها را در سال ۱۹۸۵ براساس درجهٔ فروافتادگی به چهار نوع تقسیم کردند.
- درجه I: بدون فروافتادگی. فقط رگ‌های خونی برجسته.[۱۲] در این مرحله هموروئید به داخل کانال آنال متورم می‌شود ولی پایین‌تر از خط دندانه‌ای نمی‌آید.
- درجه II: فروافتادگی هنگام نشستن اما همراه بازگشت خودکار. در این مرحله هموروئید به پایین‌تر از خط دندانه‌ای پرولاپس یافته ولی با فشار دادن آن به جای اصلی بازمی‌گردد.
- درجه III: فروافتادگی هنگام نشستن و نیازمند بازگرداندن با دست. در این مرحله هموروئید با زور زدن یا اجابت مزاج بیرون زدگی می‌یابد و با وارد کردن فشار بر روی توده اندازه آن کاهش می‌باید.
- درجه IV: فروافتادگی و غیرقابل برگشت با دست. هموروئید به‌طور دائم بیرون زدگی می‌یابد و غیرقابل بازگشت.

اگر چه این تقسیم‌بندی دچار محدودیت است ولی برای انتخاب روش درمانی مورد استفاده قرار می‌گیرد.

### خارجی

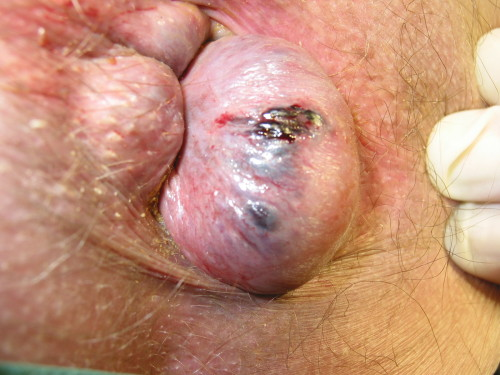
یک بواسیر خارجی ترومبوز شده

بواسیر خارجی آن‌هایی هستند که زیر خط شانه‌ای یا خط دندانه‌دار رخ می‌دهند. آن‌ها در سوی نزدیک توسط مقعد و در سوی دور توسط پوست پوشانده شده‌اند، که هردو به درد و دما حساس می‌باشند.

### موارد متفاوت
بسیاری از مشکلات مقعدی-روده‌ای شامل بریدگی‌ها، فیستول‌ها، دمل‌ها، سرطان روده بزرگ، واریس‌های روده‌ای و خارش علائم مشابهی دارند و ممکن است به اشتباه بواسیر نامیده شوند. خون‌ریزی روده‌ای هم ممکن است در اثر سرطان روده بزرگ، التهاب روده بزرگ شامل بیماری التهابی روده، دیورتیکولوز، و آنژیودیسپلاسیا رخ دهد. اگر کم‌خونی مشاهده شود، علت‌های احتمالی دیگر باید در نظر گرفته شود.
سایر مواردی که توده‌ای مقعدی به‌وجود می‌آورند عبارتند از: زگیل تناسلی، پرولاپس رکتوم، فروافتادگی مقعدی، پولیپ و بزرگ شدن پستانچه‌های مقعدی. واریس‌های مقعدی-روده‌ای به سبب پرفشاری ورید باب (فشار خون در شبکه سیاهرگی) ممکن است شبیه بواسیر به‌نظر آید اما موردی متفاوت است.

## پیشگیری
تعدادی از اقدامات پیشگیرانه توصیه می‌شوند مانند پرهیز از نشستن‌های مکرر و طولانی مدت، پرهیز از فشار آوردن به‌هنگام دفع، پرهیز از یبوست و اسهال چه با داشتن رژیم غذایی دارای فیبر فراوان و نوشیدن مایعات زیاد یا دریافت مکمل‌های فیبردار، و انجام تمرینات ورزشی کافی. گذاشتن زمان کمتر برای تلاش برای دفع مدفوع، پرهیز از مطالعه در دستشویی، به‌همراه کم کردن وزن برای افراد دارای اضافه وزن و پرهیز از برداشتن اشیای سنگین نیز توصیه شده‌است. استفاده از کرم باریج و مصرف قرص ژلاکس ۱۰۰۰ برای نرم شدن مدفوع توصیه می‌شود.

## درمان
دارویی
بر طبق تجربیات بیماران مکمل ویتامین e به دلیل اثرات خونرسانی می‌تواند تأثیر مثبت داشته باشد.

## لیزر همورویید
امروزه انواع مختلفی از لیزر در درمان هموروئید استفاده می‌شود. از جمله لیزرهای کم توان؛ مادون قرمز؛ لیزر دی‌اکسید کربن. لیزر دی‌اکسید کربن یا به اصلاح لیزر پرتوان یکی از بهترین و قطعی‌ترین روش‌های درمان بواسیر است. بدون درد و خون‌ریزی است و عوارض جراحی باز را ندارد.

### سنتی
درمان سنتی معمولاً شامل رژیمی غنی از فیبر غذایی، نوشیدن مایعات به منظور حفظ میزان آب بدن، داروهای غیراستروئیدی ضد التهاب (NSAID)، حمام نشسته و استراحت می‌باشد. اگر تحریک ایجاد شده‌است نشستن داخل آب گرم (وان یا لگن آب گرم)sitz bath روزانه چند بار هر بار به مدت ده تا پانزده دقیقه به کاهش تورم کمک کرده و منطقه گرفتار را تسکین می‌دهد. نشستن در لگن (وان یا قصری) آب گرم در صورتی که به‌دنبال دفع پیخال (مدفوع) باشد، بیشترین اثر را خواهد داشت.
نوشیدن مایعات بیشتر نشان می‌دهد که نتایج بهتری به دست می‌آید، و می‌توان با تغییرات رژیمی یا مصرف مکمل‌های فیبری نتایج بهتری گرفت. با این حال شواهد کمی وجود دارد که مزایای استفاده از حمام نشسته را نشان می‌دهد. در صورت استفاده باید هر بار به مدت ۱۵ دقیقه انجام شود.
اگرچه بسیاری داروهای شیافی و موضعی برای درمان بواسیر وجود دارد، اما شواهد اندکی برای تضمین استفاده از آن‌ها وجود دارد. داروهای حاوی استروئید را نباید بیش از ۱۴ روز استفاده نمود، زیرا ممکن است باعث نازک شدن پوست شود. اکثر داروها حاوی ترکیبی از عناصر فعال هستند. این عناصر شامل این موارد است: یک کرم محافظتی همچون وازلین یا اکسید روی یک داروی مسکن همچون لیدوکائین و یک منقبض‌کننده عروق همچون اپی‌نفرین می‌باشد. زردینه دارای فواید مشکوک و احتمالاً عوارضی جانبی هستند. علائم آن معمولاً پس از بارداری برطرف می‌شود؛ بنابراین درمان فعال را به بعد از زایمان موکول می‌کنند.

### روش‌های درمان
روش‌های متعددی را می‌توان در محل کار انجام داد. اگرچه به‌طور کلی این روش‌ها ایمن هستند، اما ممکن است برخی عوارض جانبی نادری همچون گندخونی اطراف مقعد نیز دربرداشته‌باشد.
- بندآوری توسط نوارزخم لاستیکی معمولاً به‌عنوان اولین راه درمان برای کسانی است که دچار هموروئید نوع ۱ تا ۳ هستند.[۱۲] در این روش نوارزخم‌های لاستیکی را در فاصله دست کم ۱ سانتی‌متری بالای خط دندانه می‌چسبانیم تا جریان خون در آن قسمت مسدود شود.  ظرف مدت ۵ تا ۷ روز، هموروئید خشک شده می‌افتد.  در صورتی که نوارزخم خیلی نزدیک به خط دندانه چسبیده شود، فوراً موجب درد شدید می‌شود.[۳] در افرادی که این روش درمانی را به کار گرفته‌اند میزان درمان ۸۷٪ نتیجه بخش بوده‌است و[۳] حدود ۳٪ دچار عوارض و درد شده‌اند.[۱۲]
- اسکلروتراپی عبارت است از تزریق یک ماده متصلب همچون فنول در هموروئید. این کار موجب فروریختن دیواره‌های رگ‌ها شده و هموروئیدها را می‌خشکاند. میزان موفقیت این روش درمانی پس از گذشت ۴ سال از درمان حدود ۷۰٪ است[۳] که نسبت به روش درمانی بندآوری توسط نوارزخم لاستیکی میزان موفقیت بیشتری است.[۱۲]
- روش‌های متعددی از سوزاندن زخم وجود دارد که نشان داده شده در مورد هموروئید مؤثر است اما این روش‌ها معمولاً هنگامی استفاده می‌شود که روش‌های دیگر بی‌نتیجه باشد. این کار را می‌توان از طریق سوزاندن برقی زخم، سوزاندن به‌وسیلهٔ اشعهٔ فروسرخ، جراحی لیزر[۳] یا جراحی کرایو انجام داد.[۲۲] سوزاندن زخم از طریق اشعهٔ فروسرخ می‌تواند یک گزینه درمانی برای افرادی باشد که دچار هموروئید نوع ۱ یا ۲ هستند.[۱۲] بیمارانی که دچار هموروئید نوع ۳ یا ۴ هستند احتمال وقو ع مجدد بیماری بالاست.[۱۲]

### جراحی
درصورتی‌که روش‌های ساده و درمان سنتی نتیجه‌بخش نباشد، می‌توان چندین روش جراحی را به‌کار گرفت. تمامی درمان‌های جراحی به‌نوعی دارای مقداری عوارض ازجمله خونریزی، عفونت، تنگی مقعد و احتباس ادراری است که به دلیل نزدیکی زیاد مقعد به رشته‌های عصبی است که مسئول انتقال به مثانه هستند. همچنین ممکن است اندکی خطر بی‌اختیاری در دفع و مخصوصاً دفع مایع به میزان ۰٪ تا ۲۸٪ وجود داشته‌باشد. اکتروپین مخاطی یکی دیگر از عوارضی است که ممکن است پس از جراحی هموروئید (اغلب همراه با تنگی مقعد) رخ دهد. این‌جایی است که مخاط مقعدی از مقعد جدا می‌شود، درست شبیه به نوعی بسیار خوش‌خیم از پرولاپس مقعدی.
- برش هموروئید (Excisional hemorrhoidectomy) جراحی و برش هموروئید است که عمدتاً تنها زمانی استفاده می‌شود که وضعیت هموروئید بسیار وخیم است.[۳] در این روش بیمار پس از انجام عمل جراحی درد بسیار زیادی را تجربه می‌کند و معمولاً ۲ تا ۴ هفته طول می‌کشد تا بهبود یابد.[۳] اما در دراز مدت کسانی که دارای هموروئید درجه ۳ هستند و با این روش درمان شده‌اند، شرایط بهتری نسبت به افرادی دارند که با روش رگ بندی با طناب لاستیکی درمان شده‌اند.[۲۶] این روش توصیه شده برای افرادی است که دارای هموروئید خارجی ناشی از لخته خون در صورتی که ظرف مدت ۲۴ ساعت تا ۷۲ ساعت انجام شود.[۷][۱۲] پماد گلیسریل تری نیترات هم برای افرادی که دارای درد هستند و هم افرادی که در حال بهبود هستند، مفید است.[۲۷]
- درمان سرخرگ زادیی هموروئیدی در سراسر مقعد به روش داپلر روشی تقریباً هجومی است که با استفاده از داپلر فراصوتی محل دقیق ریزش درونی خون سرخرگی را شناسایی می‌کند. این سرخرگ‌ها سپس به هم متصل می‌شوند و بافت پرولابه شده بخیه می‌شود و به حالت نرمال برمی گردد. میزان بازگشت در این روش اندکی بالاتر است اما مشکلات و عوارض آن در مقایسه با هموروئیدکتومی کمتر است.[۳]
- هموروئیدکتومی اصلی که به عنوان هموروئیدوپکسی بسته نیز شناخته می‌شود روشی است که در آن قسمت عمدهٔ بافت هموروئیدی که به صورتی غیرعادی بزرگ شده‌است برش داده می‌شود و سپس مابقی بافت هموروئیدی به جای طبیعی خودش برگردانده می‌شود. این عمل معمولاً درد کمتری دارد و در مقایسه با برش کامل هموروئید، زودتر بهبود می‌یابد.[۳] اما در این روش شانس برگشت علائم هموروئیدی بیشتر از روش رایج همورئیدکتومی است[۲۸] و بنابراین معمولاً این عمل به بیمارانی که دچار هموروئید درجه ۲ یا ۳ هستند توصیه می‌شود.

درمان اولیه برای بیماری خفیف یا متوسط شامل افزایش دریافت فیبر، مایعات از راه دهان برای حفظ جذب آب، داروهای ضد التهاب غیر استروئیدی برای تسکین درد و استراحت می‌باشد. ممکن است در صورت بروز علائم شدید یا بهبود نیافتن با استفاده از مدیریت بیماری، برخی روش‌های فرعی انجام شوند. عمل جراحی برای کسانی انجام می‌شود که پس از این مراحل هم بهبود نمی‌یابند.

## شیوع
به سختی می‌توان مشخص نمود که هموروئید تا چه اندازه شایع است، زیرا بسیاری از افرادی که دچار این عارضه هستند به پزشک مراجعه نمی‌کنند. اما تصور می‌شود که دست کم ۵۰٪ از مردم آمریکا در طول زندگی خود یک بار دچار علائم هموروئید می‌شوند و حدود ۵٪ از جمعیت همیشه دچار آن هستند. این عارضه در میان هر دو جنسیت تقریباً یکسان است و بیشتر در افرادی در محدوده سنی ۴۵ تا ۶۵ سال رخ می‌دهد. در میان قفقازی‌ها و افرادی که جایگاه اقتصادی اجتماعی بالاتری دارند بیشتر رایج است. به‌طور کلی عاقبت آن در دراز مدت خوب است، اگرچه برخی افراد ممکن است مجدداً برگشت نشانه‌های بیماری را مشاهده کنند. تنها درصد کمی از افراد در نهایت نیاز به جراحی پیدا می‌کنند.

## تاریخچه

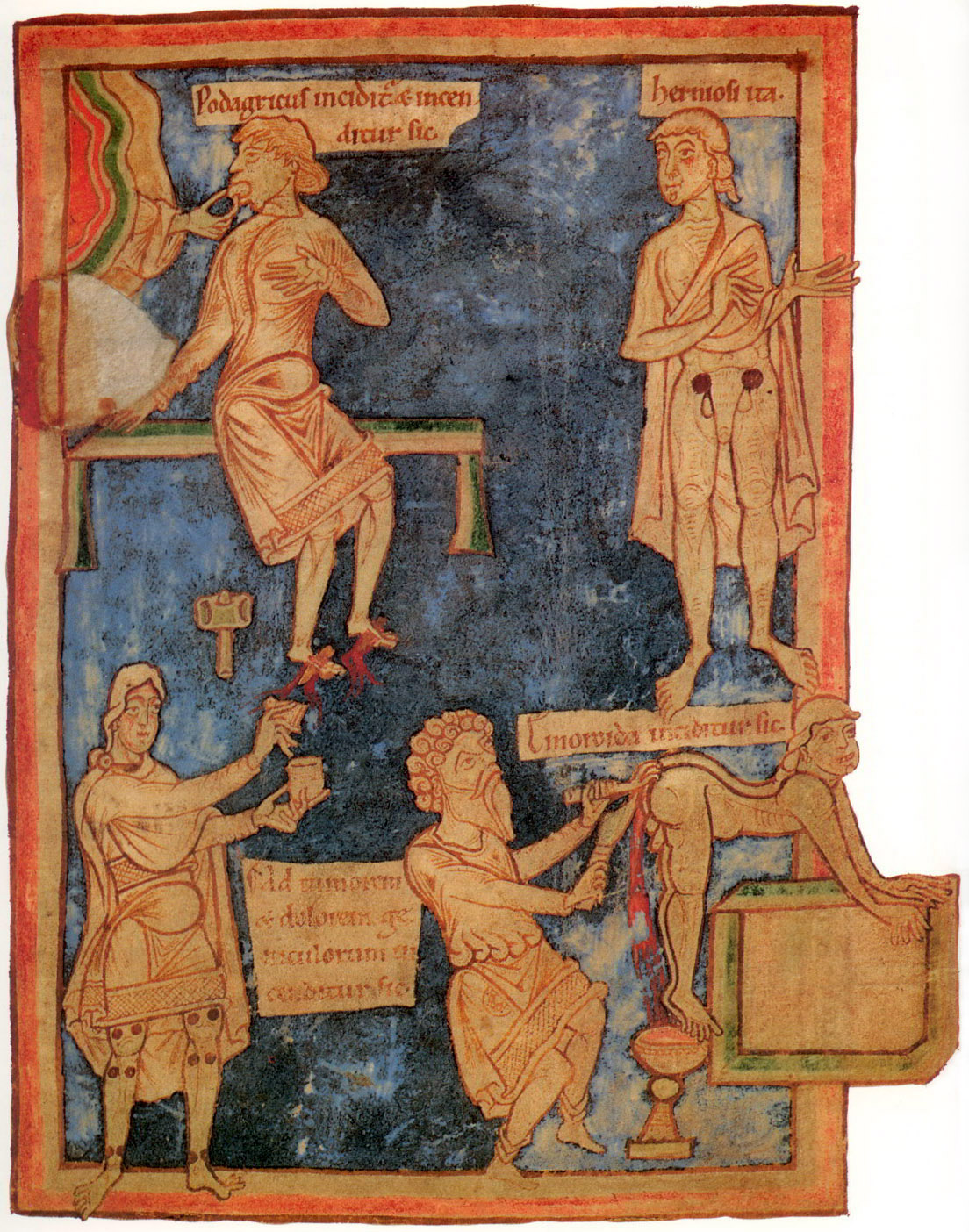
مینیاتوری انگلیسی مربوط به قرن یازدهم میلادی. در سمت راستِ تصویر، یک عمل برای برداشت هموروئید در حال انجام است.

نخستین بار این عارضه در یک پاپیروس مصری مربوط به سال ۱۷۰۰ قبل از میلاد ذکر شده‌است و در آن چنین توصیه شده‌است:
"... باید دستور تهیه یک دارو، یک مرهم بسیار قوی و محافظت‌کننده را بدهی؛ برگ‌های اقاقیا و خاک را ساییده و با هم بپز. یک پارچه کتانی را به این ماده آغشته کن و در مقعد بگذار، با این کار بیمار فوراً درمان می‌شود. «در سال ۴۶۰ قبل از میلاد، نوشتارهای بقراطی از روشی درمانی صحبت به میان می‌آورد که شبیه روش امروزی یعنی بندآوری بوسیله نوار لاستیکی است:» و هموروئید را نیز به همین روش با سوراخ کردن آن به وسیلهٔ یک سوزن و بخیه کردن آن با نخی ضخیم و پشمی می‌توان درمان کرد و دست نزنید تا خودشان بیفتند و همیشه یکی از این‌ها در پشت بیمار باشد؛ و وقتی که بیمار بهبود یافت اجازه دهید تا یک دوره گیاه خریق سفید(hellebore) مصرف کند. احتمالاً هموروئید در کتاب مقدس نیز توصیف شده‌است.
سلسیوس (۲۵ قبل از میلاد - ۱۴ میلادی) روش‌های بندآوری و برش را توصیف کرده‌است و دردها و عواقب احتمالی ناشی از این عمل‌ها را شرح داده‌است. جالینوس معتقد بود که باید ارتباط میان سرخرگ‌ها و سیاهرگ‌ها را قطع نمود، چرا که به عقیده او این کار هم درد را کاهش می‌دهد و هم گسترش فساد عضو را کمتر می‌کند. سوشروتا سمهیتا (قرن چهارم تا پنجم میلادی) نیز نظری مشابه بقراط داشت، با این تفاوت که بر بهداشت زخم تأکید بیشتری می‌کند. در قرن سیزدهم میلادی، جراحان اروپایی همچون لانفرانک میلانی، گای دو شاولیاک، هنری دو ماندویل و جان آردینی پیشرفت‌ها و تحولات بزرگی در روش‌های جراحی به وجود آوردند.
استفاده از واژه هموروئید در زبان انگلیسی، نخستین بار در سال ۱۳۹۸ میلادی اتفاق افتاد و برگرفته از واژه "emorroides" مربوط به فرانسوی کهن بود که برگرفته از واژهٔ لاتین "hæmorrhoida -ae" بود که این واژه نیز خودش از واژهٔ "αἱμορροΐς" در یونانیبه معنای "مسئول تخلیه خون" و از ریشه "αἷμα" به معنای خون + "ῥόος" (rhoos), "stream, flow, current", itself from "ῥέω" (rheo), "to flow, to stream". گرفته شده بود.

## موارد مشهور
بیس بالیست معروف جورج برت در مسابقات جهانی سال ۱۹۸۰ به دلیل درد ناشی از هموروئید از بازی بیرون کشیده شد. پس از انجام یک عمل جراحی مختصر، برت در مسابقه بعدی به میدان آمد و به شوخی گفت «... تمام مشکلات من پشت من است.» برت در بهار آن سال تحت عمل جراحی دیگری برای درمان هموروئید قرار گرفت. تحلیلگر سیاسی محافظه کار گلن بک نیز تحت عمل جراحی برای درمان هموروئید قرار گرفت و پس از آن تجربه ناخوشایند خود را در سال ۲۰۰۸ در یک ویدئو از طریق یوتیوب منتشر کرد که این ویدئو بییندگان بسیاری نیز داشت.